# Yves de Lessines
Yves de Lessines (zoon van de heer van Lessen) was monnik in de cisterciënzerabdij van Cambron in Henegouwen. Rudy Cambier van de Universiteit van Luik beweert in zijn boek dat de Centuries niet door Nostradamus zijn geschreven, maar twee eeuwen eerder door Yves de Lessines. Lessines zou als prior in de periode van 1323 tot 1328 de Centuries in het Romaans of het oud-Picardisch hebben geschreven. Dit poëtisch-historisch werk is opgesteld in decasyllaben, tienvoetige jambische verzen, met een cesuur na de 4de versvoet. Decasyllaben kenmerken de poëzie van die periode, zo is ook het beroemde gedicht "Chanson de Roland" (± 1090) geschreven.
Cambier onderbouwt zijn bewering met de tekst op het voorblad van de Centuries dat begint met
"Quatrani. Legio Iesu Xristi. Ivain Prieurs de Se.Me. De Camberon de l’Ordene des Cistials at escrit l’estore dou SEX"
Vertaling van Rudy Cambier:
Kwatrijnen. Het Legioen van Jezus Christus. (Het geschrift van) Yves Prior van Cambron der Cisterciënzerorde om de SEX weer op te richten).
Hierbij haalt Cambier de bekende afkorting SEX uit Sacer Exercitus, wat het Geheime Leger of Tempeliers betekent. Nostradamus publiceerde de Centuries ruim twee eeuwen later in 1555 en 1558: hij had als lijfarts van edellieden ook toegang tot abdijen en heeft zich voor het ontwerp ervan gebaseerd op dit handschrift uit de kloosterbibliotheek. Maar dit handschrift is een relaas van historische feiten rond de eeuwwisseling 13e-14e eeuw: de geschiedenis van de Tempeliers, hun ondergang en de beschrijving van de plek waar de Tempeliersschat verborgen ligt met de oproep of de wens om met dat geld te herbeginnen met de orde der Tempeliers. Nostradamus heeft dit handschrift een 200 jaar later uit de kloosterbibliotheek gestolen, overgeschreven met zijn eigen geregeld verkeerde interpretaties (omdat Nostradamus het Picardisch amper herkende, dit substraat van het Frans was toen al aan het verdwijnen), aangevuld met eigen verzen en het origineel vernietigd. Cambier interpreteert dit uit een dagboekbrief waar Nostradamus dit op bedekte wijze aan zijn zoon César zou hebben geschreven.
Yves de Lessines werd nog abt en overleed in 1329 (1330 van de gregoriaanse kalender).

## Bron en noten
- Samenvatting van het boek

1. ↑  Nostradamus en de erfenis van de Tempeliers, Frontier Publishing (Enkhuizen, 2002), ISBN 9080670057.
2. ↑  Jambe is een tweelettergrepige versvoet, kort-lang (in het klassiek Grieks en Latijn), onbeklemtoond-beklemtoond (in de recentere talen). Een perfecte decasyllabe heeft dus 20 lettergrepen.